# GPS

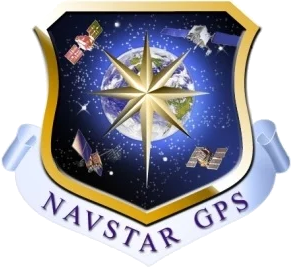
Logotipo del GPS.

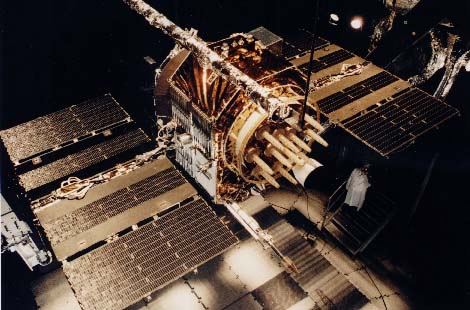
Satélite NAVSTAR GPS.

El Sistema de Posicionamiento Global (GPS, del inglés Global Positioning System), originalmente llamado Navstar GPS, es un sistema que permite a un dispositivo receptor localizar su propia posición sobre la Tierra con una precisión de hasta centímetros (si se utiliza GPS diferencial), aunque lo común son unos pocos metros. El sistema fue desarrollado, instalado y empleado por el Departamento de Defensa de Estados Unidos, y actualmente es propiedad de la Fuerza Espacial de los Estados Unidos. Para determinar su posición, un usuario utiliza cuatro o más satélites y utiliza la trilateración. Es el homólogo del GLONASS ruso y del Galileo europeo.

Cuando se desea determinar la posición tridimensional, el receptor que se utiliza para ello localiza automáticamente como mínimo cuatro satélites de la red, de los que recibe unas señales indicando la identificación y hora del reloj de cada uno de ellos, además de información sobre la constelación de satélites que forman parte del sistema. Con base en estas señales, el aparato sincroniza su propio reloj con el tiempo del sistema GPS y calcula el tiempo que tardan en llegar las señales al equipo, y de tal modo mide la distancia al satélite. Mediante el método de trilateración inversa, computa su propia posición. Se calcula también con una gran exactitud en el tiempo, basado en los relojes atómicos a bordo cada uno de los satélites y en el segmento terreno de GPS.
Actualmente GPS consta de 31 satélites operativos.

## Historia
En la década de 1960, el sistema de navegación terrestre OMEGA, basado en la comparación de fase de las señales emitidas a partir de pares de estaciones terrestres, se convirtió en el primer sistema mundial de radio de navegación. Las limitaciones de estos sistemas impulsaron la necesidad de una solución de navegación más universal con más precisión. 
La armada estadounidense aplicó esta tecnología de navegación utilizando satélites para proveer a los sistemas de navegación de sus flotas observaciones de posiciones actualizadas y precisas. El sistema debía cumplir los requisitos de globalidad, abarcando toda la superficie del globo; continuidad, funcionamiento continuo sin afectarle las condiciones atmosféricas; altamente dinámico, para posibilitar su uso en aviación y precisión. Esto llevó a producir diferentes experimentos como el Timation y el sistema 621B en desiertos simulando diferentes comportamientos. 
Así surgió el sistema TRANSIT, que quedó operativo en 1964, y hacia 1967 estuvo disponible, además, para uso comercial militar. TRANSIT estaba constituido por una constelación de seis satélites en órbita polar baja, a una altitud de 1074 km. Tal configuración conseguía una cobertura mundial, pero no obstante, la posibilidad de posicionarse era intermitente, pudiendo acceder a los satélites cada 1,5 horas. El cálculo de la posición requería estar siguiendo al satélite durante quince minutos continuamente.
En 1967, la U.S. Navy desarrolló el satélite Timation, que demostró la viabilidad de colocar relojes precisos al espacio, una tecnología requerida por el GPS.
Posteriormente, en esa misma década y gracias al desarrollo de los relojes atómicos, se diseñó una constelación de satélites, portando cada uno de ellos uno de estos relojes y estando todos sincronizados con base en una referencia de tiempo determinado.
En 1973 se combinaron los programas de la Armada y de la Fuerza Aérea de los Estados Unidos (este último consistente en una técnica de transmisión codificada que proveía datos precisos usando una señal modulada con un código de PRN (Pseudo-Random Noise: ruido pseudoaleatorio), en lo que se conoció como Navigation Technology Program (programa de tecnología de navegación), posteriormente renombrado NAVSTAR GPS.
Entre 1978 y 1985 se desarrollaron y lanzaron once satélites prototipo experimentales NAVSTAR, a los que siguieron otras generaciones de satélites, hasta completar la constelación actual, a la que se declaró con capacidad operativa inicial en diciembre de 1993 y con capacidad operativa plena y utilidad civil en abril de 1995.
Debido al desafortunado derribo del Vuelo 007 de Korean Air por la Unión Soviética en 1983, con 269 víctimas mortales, el presidente estadounidense Ronald Reagan anunció que el sistema GPS estaría disponible para propósitos civiles una vez quedara finalizado, aunque el servicio se ofrecería con una precisión menor que la disponible para servicios militares.
En 1996, reconociendo la importancia del uso civil del GPS, el presidente Bill Clinton impulsó una directiva declarando el uso dual (militar y civil) del GPS.
En 2009, el gobierno de los Estados Unidos ofreció el servicio normalizado de determinación de la posición para apoyar las necesidades de la OACI, y esta aceptó el ofrecimiento.

### Competidores del GPS
La antigua Unión Soviética construyó un sistema similar llamado GLONASS, ahora gestionado por la Federación Rusa.
La Unión Europea desarrolló el sistema de navegación Galileo. En diciembre de 2016 la Comisión Europea, propietaria del sistema, informó que el sistema de navegación Galileo comenzó sus operaciones y que los satélites ya envían información de posicionamiento, navegación y determinación de la hora a usuarios de todo el mundo.
La República Popular China está implementando su propio sistema de navegación, el denominado Beidou, que está previsto que cuente con de 12 a 14 satélites entre 2011 y 2015. Para 2020, ya plenamente operativo deberá contar con 30 satélites. En diciembre de 2014 tenían 14 satélites en órbita.[cita requerida]

## Características técnicas y prestaciones

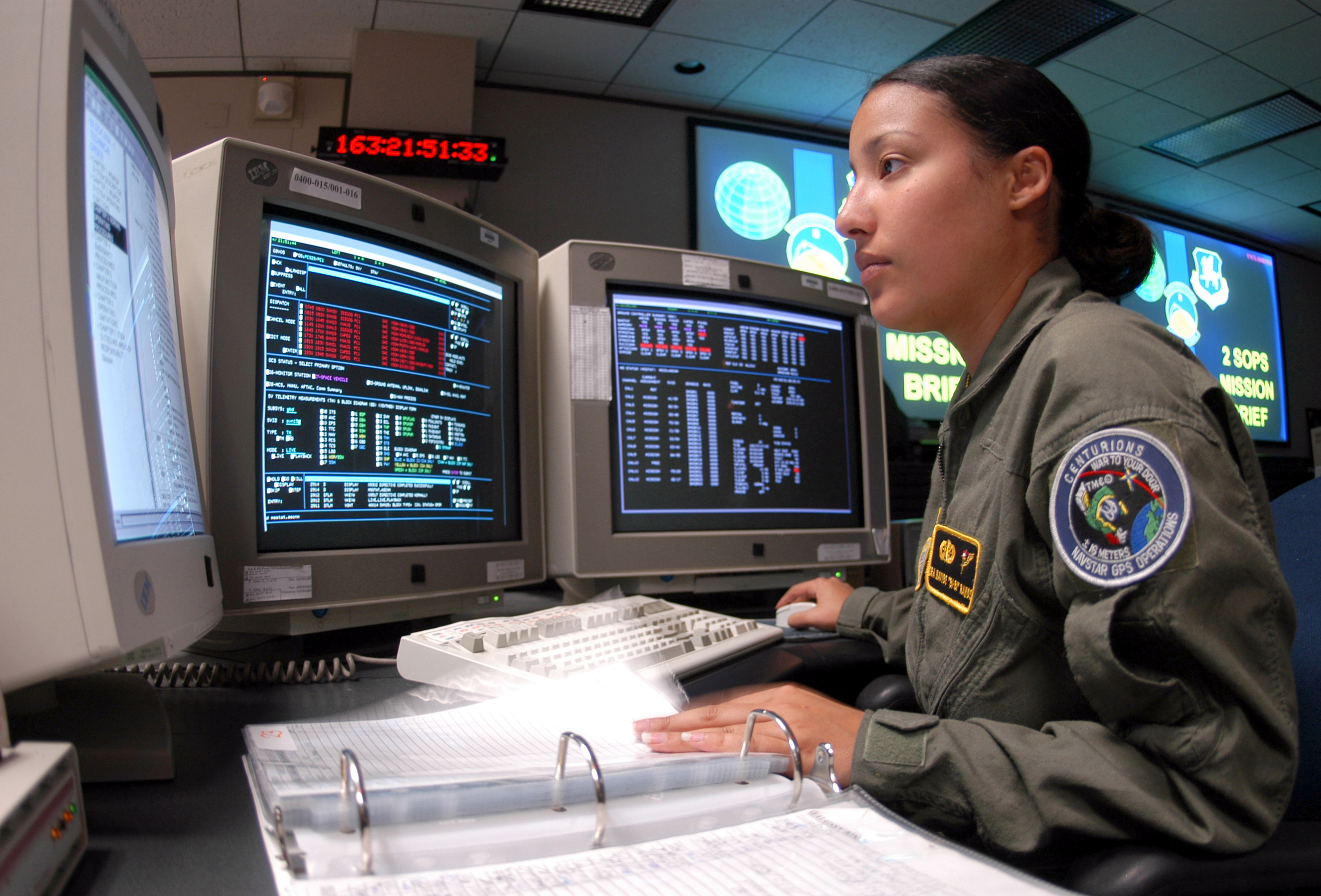
Operadora de satélites controlando la constelación NAVSTAR-GPS, en la Base Aérea de Schriever.

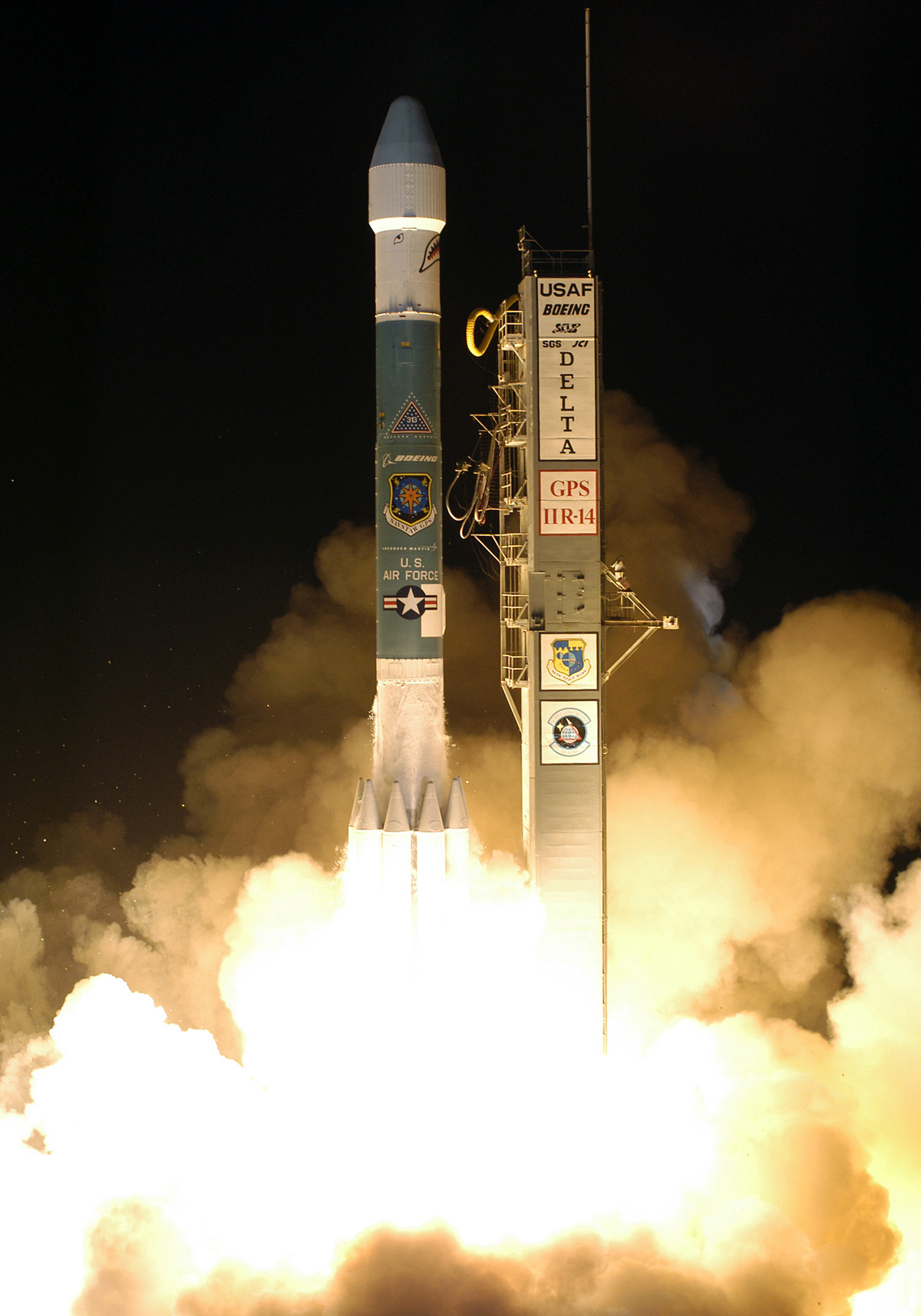
Lanzamiento de satélites para la constelación NAVSTAR-GPS mediante un cohete Delta.

El Sistema Global de Navegación por Satélite lo componen:
- Satélites en la constelación: 24 (4 × 6 órbitas)
  - Altitud: 20 200 km
  - Período: 11 h 58 min (12 horas sidéreas)
  - Inclinación: 55 grados (respecto al ecuador terrestre).
  - Vida útil: 7,5 años
  - Hora: 1 ns
- Cobertura: mundial
- Capacidad de usuarios: ilimitada
- Sistema de coordenadas: 8000

### Señal GPS
Cada satélite GPS emite continuamente un mensaje de navegación a 50 bits por segundo en la frecuencia transportadora de microondas de aproximadamente 1600 MHz. La radio FM, en comparación, se emite a entre 87,5 y 108,0 MHz y las redes Wi-Fi funcionan a alrededor de 5000 MHz y 2400 MHz. Más concretamente, todos los satélites emiten a 1575,42 MHz (esta es la señal L1) y 1227,6 MHz (la señal L2).
La señal GPS proporciona la “hora de la semana” precisa de acuerdo con el reloj atómico a bordo del satélite, el número de semana GPS y un informe de estado para el satélite de manera que puede deducirse si es defectuoso. Cada transmisión dura 30 segundos y lleva 1500 bits de datos codificados. Esta pequeña cantidad de datos está codificada con una secuencia pseudoaleatoria (PRN) de alta velocidad que es diferente para cada satélite. Los receptores GPS conocen los códigos PRN de cada satélite y por ello no solo pueden decodificar la señal sino que la pueden distinguir entre diferentes satélites.
Las transmisiones son cronometradas para empezar de forma precisa en el minuto y en el medio minuto tal como indique el reloj atómico del satélite. La primera parte de la señal GPS indica al receptor la relación entre el reloj del satélite y la hora GPS. La siguiente serie de datos proporciona al receptor información de órbita precisa del satélite.

## Evolución del sistema GPS

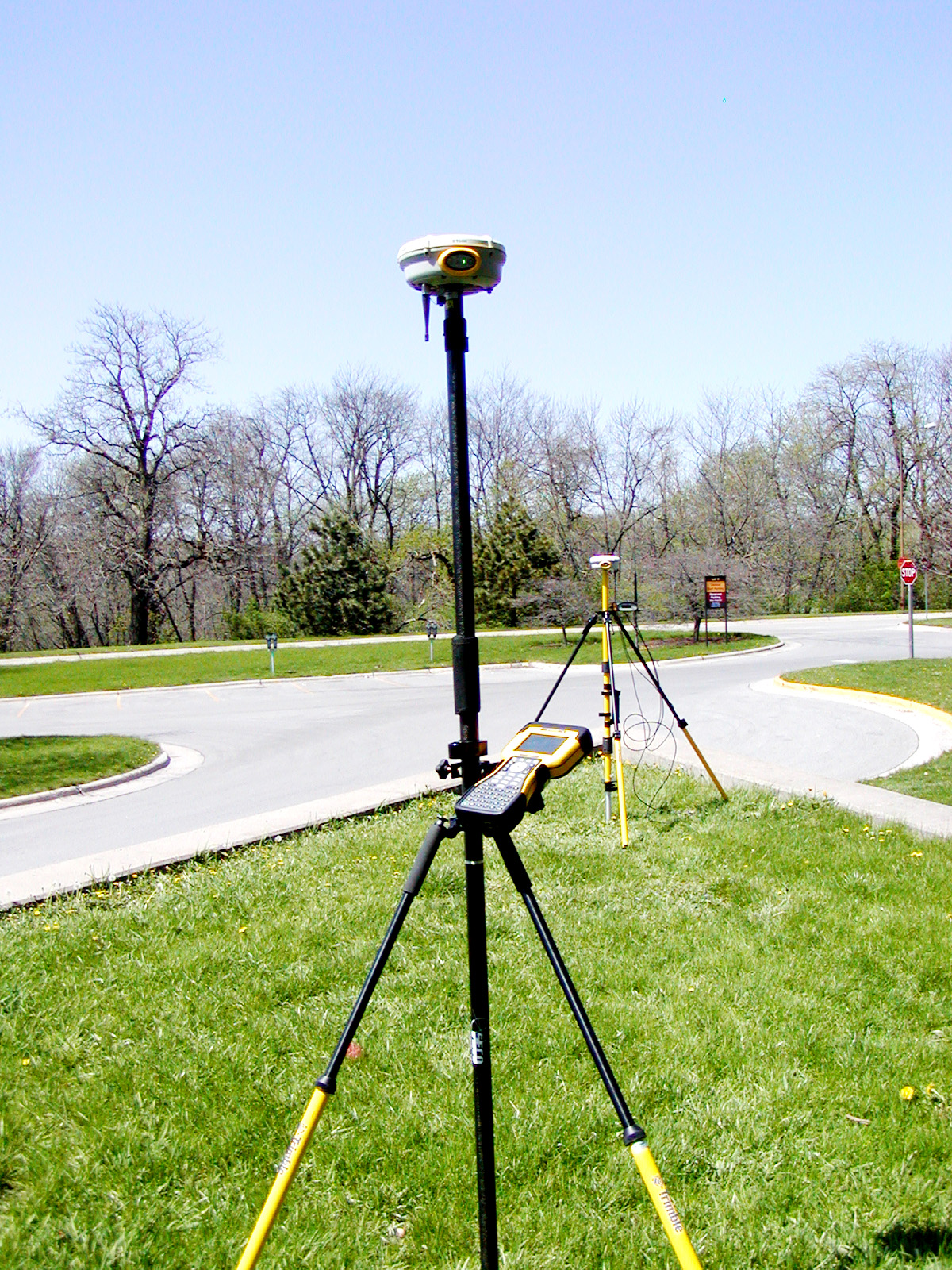
Estación y receptor GPS profesionales para precisiones centimétricas.

- Incorporación de una nueva señal en L1 para uso civil.
- Adición de una tercera señal civil (L5): 1176,45 MHz
- Protección y disponibilidad de una de las dos nuevas señales para servicios de Seguridad para la Vida (SOL).
- Mejora en la estructura de señales.
- Incremento en la potencia de señal (L5 tendrá un nivel de potencia de –154 dB).
- Mejora en la precisión (1-5 m).
- Aumento en el número de estaciones de monitorización: 12 (el doble)
- Permitir mejor interoperabilidad con la frecuencia L1 de Galileo

El programa GPS III persigue el objetivo de garantizar que el GPS satisfaga requisitos militares y civiles previstos para los próximos 30 años. Este programa se está desarrollando para utilizar un enfoque en tres etapas (una de las etapas de transición es el GPS II); muy flexible, permite cambios futuros y reduce riesgos. El desarrollo de satélites GPS II comenzó en 2005, y el primero de ellos estará disponible para su lanzamiento en 2012, con el objetivo de lograr la transición completa de GPS III en 2017. Los desafíos son los siguientes:
- Representar los requisitos de usuarios, tanto civiles como militares, en cuanto a GPS.
- Limitar los requisitos GPS III dentro de los objetivos operacionales.
- Proporcionar flexibilidad que permita cambios futuros para satisfacer requisitos de los usuarios hasta 2030.
- Proporcionar solidez para la creciente dependencia en la determinación de posición y de hora precisa como servicio internacional.

El sistema ha evolucionado y de él han derivado nuevos sistemas de posicionamiento, como sistemas de posicionamiento dinámicos, un sistema de captura de datos, que permite al usuario realizar mediciones en tiempo real y en movimiento, el llamado Mobile Mapping.
Este sistema obtiene cartografía móvil 3D basándose en un aparato que recoge un escáner láser, cámaras métricas, un sensor inercial (IMU), sistema GNSS y un odómetro a bordo de un vehículo.
Se consiguen grandes precisiones, gracias a las tres tecnologías de posicionamiento: IMU + GNSS + odómetro, que trabajando a la vez dan la opción de medir incluso en zonas donde la señal de satélite no es buena.

## Funcionamiento
La información que es útil al receptor GPS para determinar su posición se llama efemérides. En este caso cada satélite emite sus propias efemérides, en la que se incluye la salud del satélite,su posición en el espacio, su hora atómica, información doppler, etc.
Mediante la trilateración se determina la posición del receptor:
- Cada satélite indica que el receptor se encuentra en un punto en la superficie de la esfera, con centro en el propio satélite y de radio la distancia total hasta el receptor.
- Obteniendo información de dos satélites queda determinada una circunferencia que resulta cuando se intersecan las dos esferas en algún punto de la cual se encuentra el receptor.
- Teniendo información de un tercer satélite, se elimina el inconveniente de la falta de sincronización entre los relojes de los receptores GPS y los relojes de los satélites. Y es en este momento cuando el receptor GPS puede determinar una posición 3D exacta (latitud, longitud y altitud).

Los dispositivos GPS son incorporados a la telemática para proporcionar una experiencia óptima a los usuarios de vehículos de flotas. Con esta incorporación se permite tener una visión completa de su funcionamiento y así poder optimizar procesos.

## Fuentes de error

Representación visual en movimiento de la constelación de satélites GPS en conjunción con la rotación de la Tierra. Se puede ver cómo el número de satélites visibles desde un determinado punto de la superficie de la Tierra, en esta ilustración a 45° N, va cambiando con el tiempo.

## DGPS o GPS diferencial

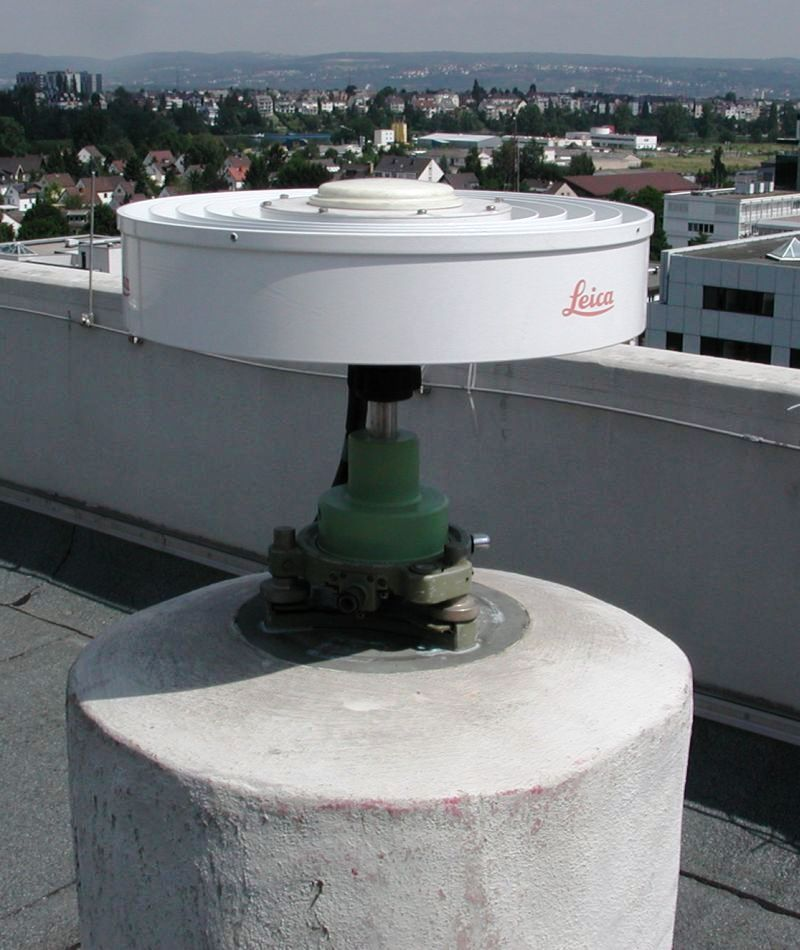
Estación Leica de referencia DGPS.

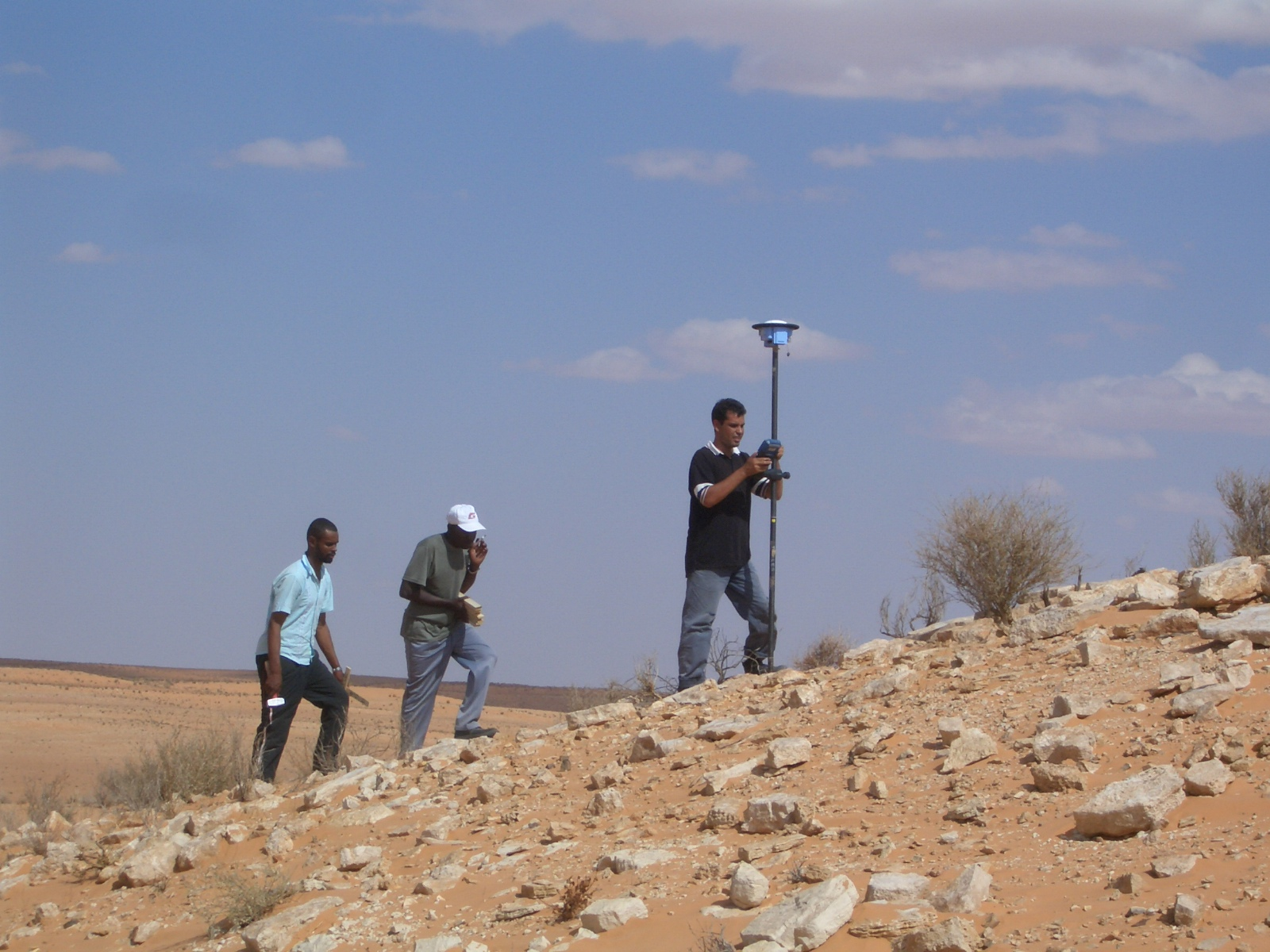
Equipo de campo realizando levantamiento de información sísmica usando un receptor GPS Navcom SF-2040G StarFire montado sobre un mástil.

## Vocabulario básico en GPS

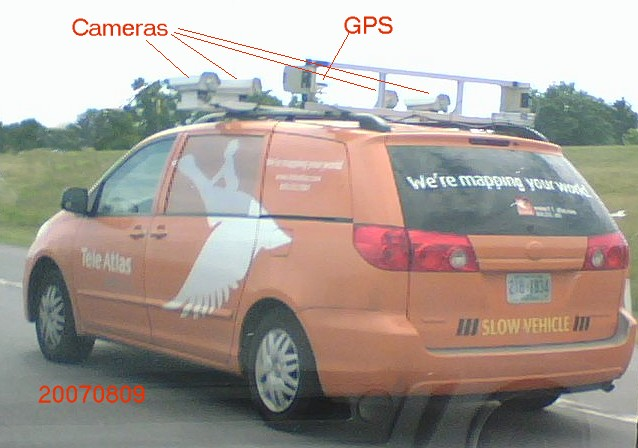
Vehículo de la empresa Tele Atlas con GPS cartografiando y fotografiando las carreteras en Rochester, Nueva York (EE. UU.)

## GPS y la teoría de la relatividad

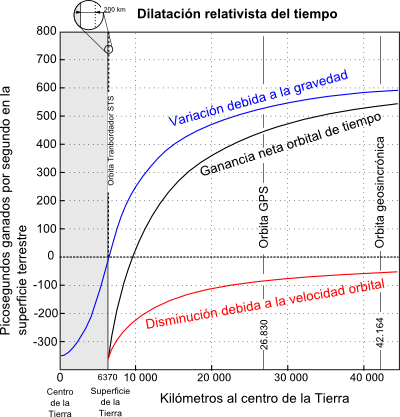
Variación del tiempo en picosegundos según la altura de la órbita debido a los efectos relativistas

### Civiles

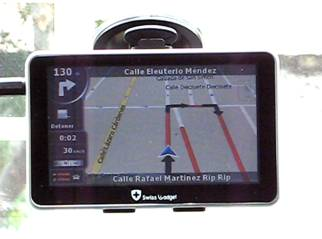
Un dispositivo GPS civil Swiss Gadget 760GS colocado en parabrisas y mostrando datos de navegación vehicular libre

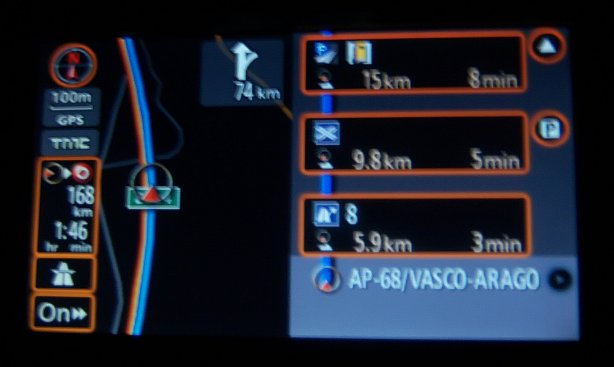
Navegador GPS de pantalla táctil de un vehículo con información sobre la ruta, así como las distancias y tiempos de llegada al punto de destino.

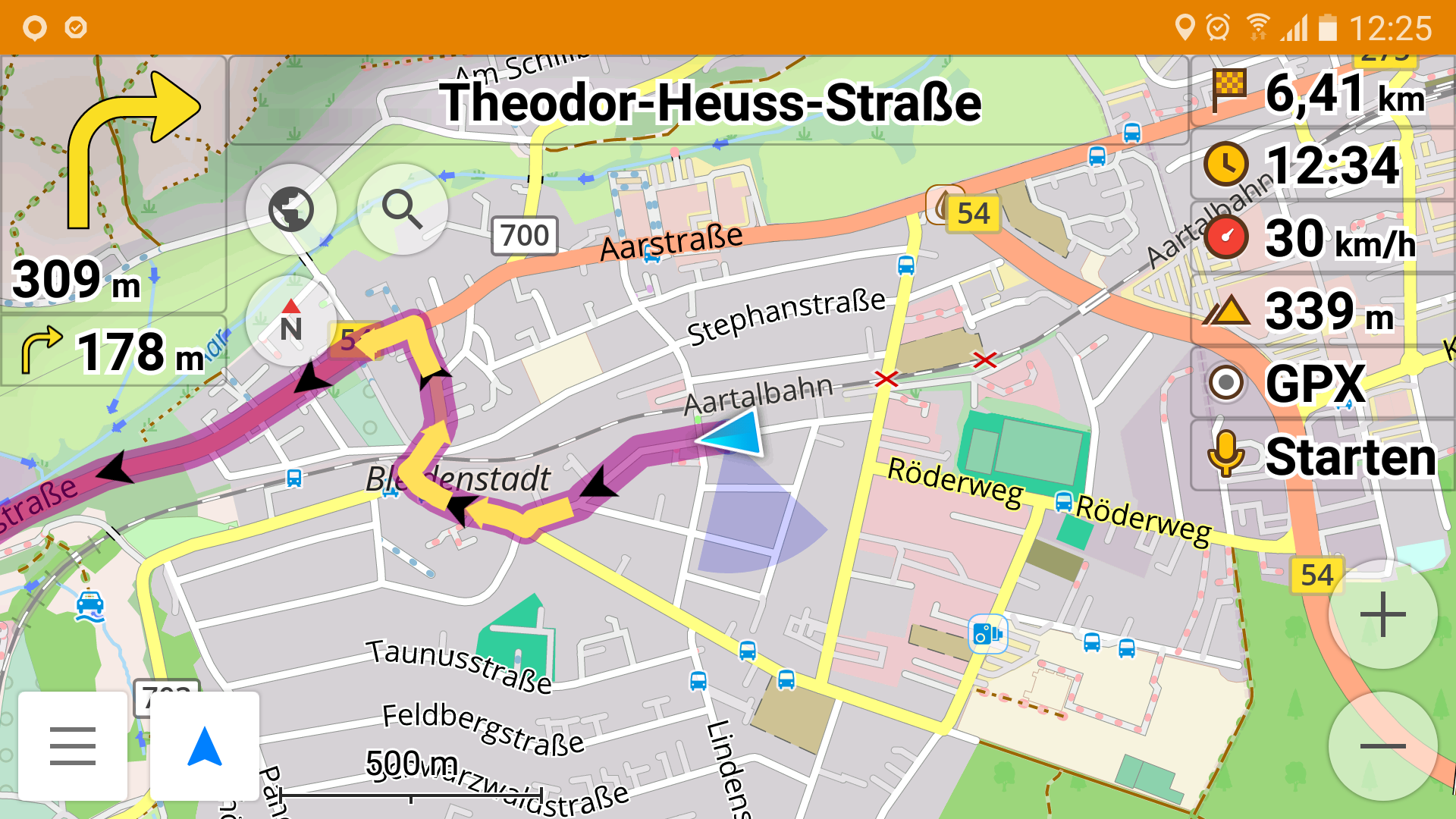
Software libre de navegación guiada giro a giro OsmAnd usando mapas libres de OpenStreetMap.

## Fiabilidad de los datos
Debido al carácter militar del sistema GPS, en el Departamento de Defensa de los EE. UU. se reservaba la posibilidad de incluir un cierto grado de error aleatorio, que podía variar de los 15 a los 100 m. La llamada disponibilidad selectiva (S/A) fue eliminada el 2 de mayo de 2000. Aunque actualmente no aplique tal error inducido, la precisión intrínseca del sistema GPS depende del número de satélites visibles en un momento y posición determinados.
Si se capta la señal de entre siete y nueve satélites, y si éstos están en una geometría adecuada (están dispersos), pueden obtenerse precisiones inferiores a 2,5 metros en el 95 % del tiempo. Si se activa el sistema DGPS llamado SBAS (WAAS-EGNOS-MSAS), la precisión mejora, siendo inferior a un metro en el 97 % de los casos. Estos sistemas SBAS no se aplican en Sudamérica, ya que esa zona no cuenta con este tipo de satélites geoestacionarios. La funcionabilidad de los satélites es por medio de triangulación de posiciones para proporcionar la posición exacta de los receptores (celulares, vehículos, etc.).